# Lapilli

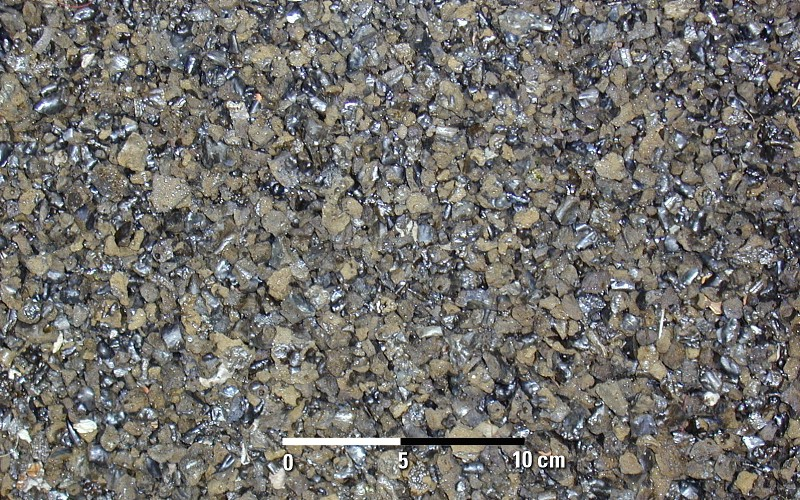
Lapilli sur le Kīlauea.

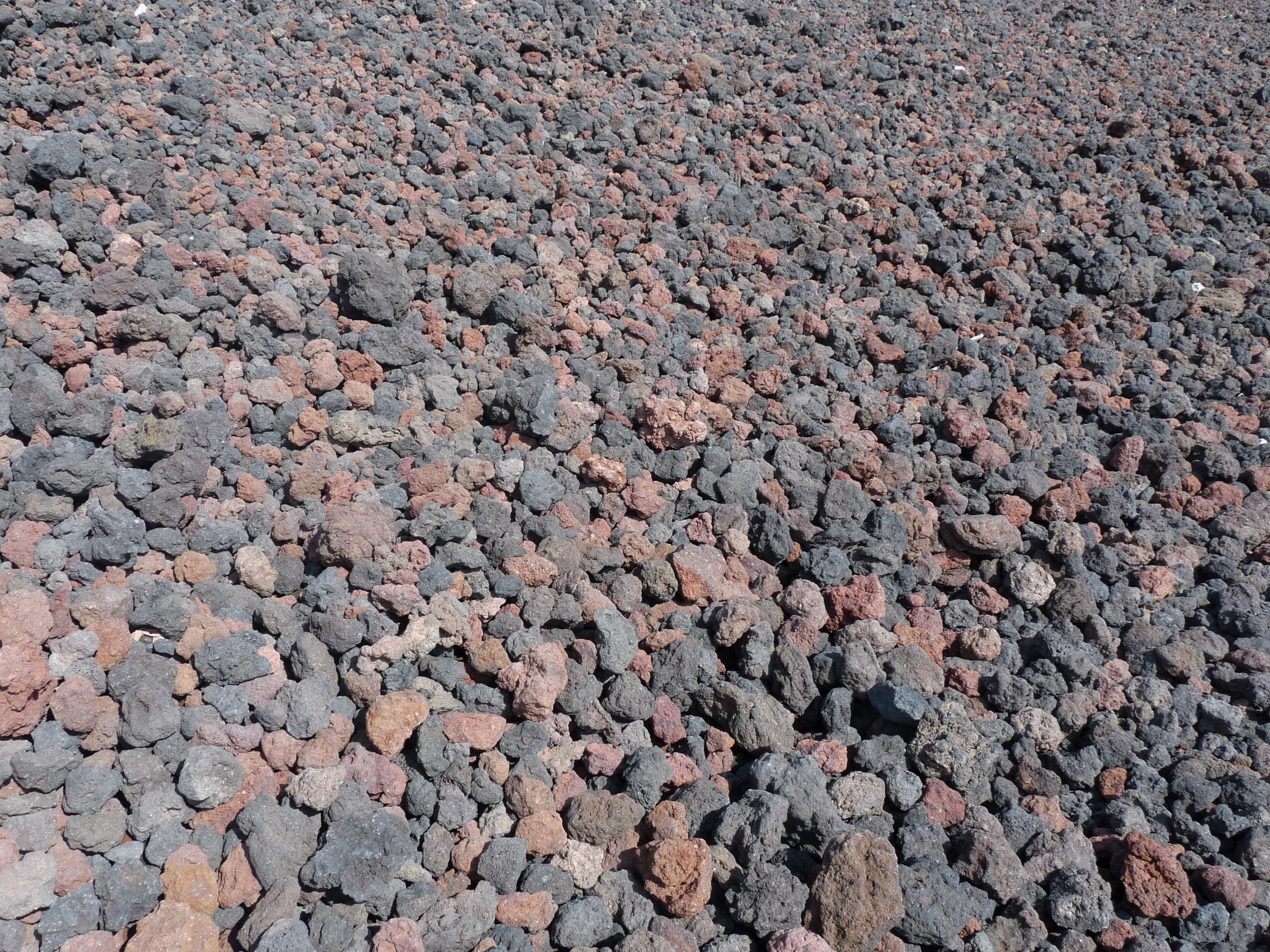
Lapilli sur l'Etna.

Les lapilli, pluriel du latin lapillus qui signifie en français « petite pierre » et de l'italien lapillo, sont un type d'éjectas, des fragments de lave éjectés par les volcans. La taille des lapilli est comprise entre 2 et 30 millimètres ou entre 2 et 64 millimètres selon les classifications.
L'empilement de lapilli forme des couches meubles elles aussi appelées lapilli mais également pouzzolane.
La roche formée par compaction des lapilli se nomme tuf.